# 司徒达宏
司徒达宏（1960年9月29日—），在中國大陸上海市出生，是一位古典音乐音樂製作人、音訊工程師和小提琴家。他曾为德国古典唱片公司德意志留声机工作，并為丹尼尔·巴伦博伊姆、 吉尔·沙汉姆、吴菡等人录制作品。他的唱片曾多次获得葛萊美獎。他是司徒達賢的堂弟、司徒志文的侄子。

## 生平
司徒达宏在两岁半时开始拉小提琴。 司徒达宏的母亲是钢琴家，父亲是小提琴家，並且曾在上海音乐学院任教。司徒达宏小時候恰逢文化大革命，因此他不得不关着窗户偷偷练习。司徒达宏後來进入上海音乐学院就讀。後來司徒达宏來到美國茱莉亚学院及柯蒂斯音樂學院就讀並定居紐約。